# Nikita Chrusjtjov

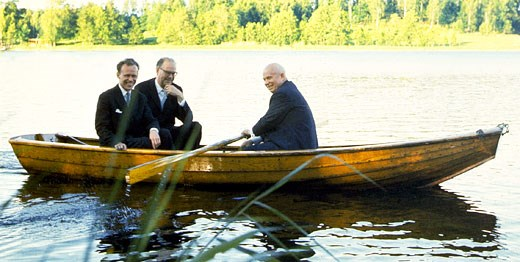
Nikita Chrusjtjov och Tage Erlander i Harpsund i juni 1964

Nikita Sergejevitj Chrusjtjov (ryska: Ники́та Серге́евич Хрущёв (fil)), född 17 april (5 april (g.s.) 1894 i Kalinovka i guvernementet Kursk i Kejsardömet Ryssland, död 11 september 1971 i Moskva i Sovjetunionen (i nuvarande Ryssland), var en sovjetisk politiker, parti- och regeringschef. Han var generalsekreterare i Sovjetiska kommunistpartiets centralkommittés politbyrå och därmed Sovjetunionens ledare från 7 september 1953 till 14 oktober 1964.

## Biografi

### Fram till 1950-talet
Chrusjtjov var under inbördeskriget efter oktoberrevolutionen soldat i Röda armén.
Under mellankrigstiden arbetade han sig upp inom partihierarkin. Bland annat var han partichef i Ukrainska SSR och därefter detsamma i Moskva. Enligt referenserna i Montefiores Stalin – den röde tsaren och hans hov både stödde och deltog han aktivt i NKVD:s terror. Han föreslog till exempel massavrättningar av 55 741 offentliganställda och partifunktionärer vid en utrensningsvåg i Moskva. En stor del av dokumentationen om övergreppen förstördes när han kommit till makten.
Chrusjtjov deltog i andra världskriget som generallöjtnant. Vid Stalins död 1953 kunde Chrusjtjov gripa makten, först kollektivt tillsammans med Malenkov och Molotov, men snart med ensam kontroll.

### Sovjetunionens ledare
Den tjugonde partikongressen den 24 februari 1956 blev epokgörande för sovjetkommunismen. Då tog Chrusjtjov i ett berömt tal avstånd från personkulten efter Stalin och talade dessutom om Stalins terror mot de sovjetiska folken, något som starkt bidrog till brytningen med Kina och Albanien i början av 1960-talet. Chrusjtjov möttes av två revoltförsök mot det sovjetkontrollerade kommunistiska styret år 1956 – i Polen och Ungern. I Polen lyckades Władysław Gomułka förhandla sig till en fredlig lösning och viss liberalisering efter arbetarupproret i Poznań, som krävde 74 liv. I Ungern ledde liknande oroligheter den 23 oktober 1956 till Ungernrevolten som blodigt slogs ner av Röda armén. 
Chrusjtjov tog avstånd från Stalins terror och sovjetinvånarna fick uppleva viss normalisering av vardagslivet. Trots detta fortsatte förföljelsen av oliktänkande och andra obekväma grupper med avrättningar och deporteringar till Gulag, även om det nu skedde i mycket mindre omfattning.
Under Chrusjtjovs styre släpptes 624 000 människor som dömts för politiska brott från Gulag.
Chrusjtjovs tal om Stalins brott, i samverkan med den påbörjade liberaliseringen av landet, ledde till ett kuppförsök mot honom under hans resa i Finland år 1957. Molotov, Malenkov och Kaganovitj, tillsammans med nykomlingen (i Centralkommitténs presidium) Sjepilov, gjorde upp en plan för att avsätta honom. Chrusjtjov lyckades dock, med stöd av försvarsministern, marskalk Georgij Zjukov, avvärja kuppen. Chrusjtjov utnämnde därefter Malenkov till chef för ett kraftverk, Kaganovitj till chef för en cementfabrik och förre utrikesministern Molotov till ambassadör i Mongoliet.
I och med talet om Stalins förbrytelser öppnades det politiska klimatet upp. Det blev lättare att kritisera särskilt det tidigare ledarskapet under Stalin. Perioden har med anledning av det mildare klimatet kommit att kallas för "tövädret" i rysk/sovjetisk historieskrivning. Mot bakgrund av den relativt friare politiken publicerades 1962 novellen En dag i Ivan Denisovitjs liv av Aleksandr Solzjenitsyn.

### Avgång och sista tid
Chrusjtjov var Sovjetunionens ledare under Kubakrisen, då det var mycket nära att ett kärnvapenkrig med USA bröt ut. Efter misslyckandet under Kubakrisen och inte minst det fiasko Chrusjtjovs jordbrukspolitik medfört för den sovjetiska matförsörjningen, blev han i oktober 1964 avsatt och ersattes av Brezjnev.
Den tid som återstod av livet fick Chrusjtjov tillbringa under bevakning: hans säkerhetsvakter rapporterade alla besök till KGB. Centralkommittén gav Chrusjtjov en bil och en dacha där han kom att spendera mycket av sin tid. Chrusjtjov ska ha fallit i en svår depression under denna tid och när ett av hans barnbarn tillfrågades vad han gjorde under sin pension skall pojken ha svarat "Farfar gråter". Vid denna tid skrev han även sina memoarer vilka smugglades ut ur Sovjet av hans son Sergej. Chrusjtjov avled den 11 september 1971 av hjärtinfarkt. Han är begravd på Novodevitjekyrkogården, sedan han nekats statsbegravning och att begravas i Kremlmuren.